# 964 هـ
964 هـ هي سنة في التقويم الهجري امتدت مقابلةً في التقويم الميلادي بين سنتي 1556 و1557.

## وفيات
- دريب بن مهارش الخواجي